# Bayerfilter
Ett Bayerfilter är en färgfiltermatris (CFA), för att ordna RGB-färger på ett kvadratiskt rutmönster på en fotosensor. Det speciella arrangemanget av färgfilter används i de flesta digitala bildsensorer i digitalkameror, videokameror och bildläsare för att skapa en färgbild. Filtrets mönster består av 50% gröna, 25% röda och 25% blå, därmed också kallat "GRGB" eller andra permutationer till exempel "RGGB".
Den är uppkallad efter sin uppfinnare, Dr Bryce E. Bayer på Eastman Kodak. Bayer är också känd för sin rekursivt definierade matris som används i bildomvandling med ordnad diffusion. 

## Förklaring
Bryce Bayers patent kallar de grönkänsliga delarna av fotosensor för de luminanskänsliga delarna (ljuskänsliga delar) och de röd- och blåkänsliga för de färgkänsliga delarna. Han använde dubbelt så många gröna inslag som rött eller blått för att efterlikna det mänskliga ögats större upplösningsförmåga i grönt ljus. Elementen kallas sensorelement, pixelsensorer, eller helt enkelt pixlar; samplade ljusvärden som sedan efter interpolering, bildar bildens pixlar. 
Den obehandlade bilden (RAW) från kameror med bayerfilter kallas en "bayermönsterbild". Eftersom varje pixel filtreras för att registrera endast en av tre färger, saknas två tredjedelar av färgdata från varje. För att få en bild med alla färger används diverse algoritmer för att interpolera de röda, gröna och blå värdena för varje punkt. 
Olika algoritmer kräver olika mängder datorkraft vilket resulterar i varierande kvalitet i den slutliga bilden. Detta kan göras i kameran, som producerar en JPEG- eller TIFF-bild, eller utanför kameran med hjälp av rådata (RAW) direkt från sensorn.

## Alternativ
Bayerfilter är nästan ensamt förekommande när det gäller konsumenternas digitalkameror. Alternativen omfattar CYGM-filter (cyan, gul, grön, magenta) och RGBE-filter (röd, grön, blå, smaragdgrön), som kräver liknande omvandlingsalgoritmer, Foveon X3-sensor, vars skikt för rött, grönt och blått ligger vertikalt i stället för att använda en mosaikmatris, eller med hjälp av tre separata CCD, en för varje färg, vilket är betydligt dyrare. 

### Pankromatiska celler

Ett tidigt RGBW-filtermönster

Den 14 juni 2007 aviserade Eastman Kodak ett alternativ till bayerfilter: ett färgfiltermönster som ökar ljuskänslighet hos bildsensorn i en digitalkamera genom att använda några pankromatisk celler som är känsliga för alla våglängder av synligt ljus och samlar in en större mängd av det ljus som träffar sensorn.  De presenterar flera mönster, men ingen med en repeterande enhet så liten som bayermönstrets enhet 2 × 2. 
En annan patentansökan 2007 (US) från Edward T. Chang, hävdar en sensor där "färgfiltret har ett mönster som består av 2 × 2 block av pixlar som består av en röd, en blå, en grön och en transparent pixel, "i en konfiguration avsedd att ta med infraröd känslighet för en högre allmän känslighet. Kodak patentansökan lämnades in tidigare.
Dessa celler har tidigare använts i "CMYW" (cyan, magenta, gul och vit)  "RGBW" (rött, grönt, blå, vitt)-sensorer, men Kodak har inte jämfört det nya filtermönstret på dem än.